# ببر سفید

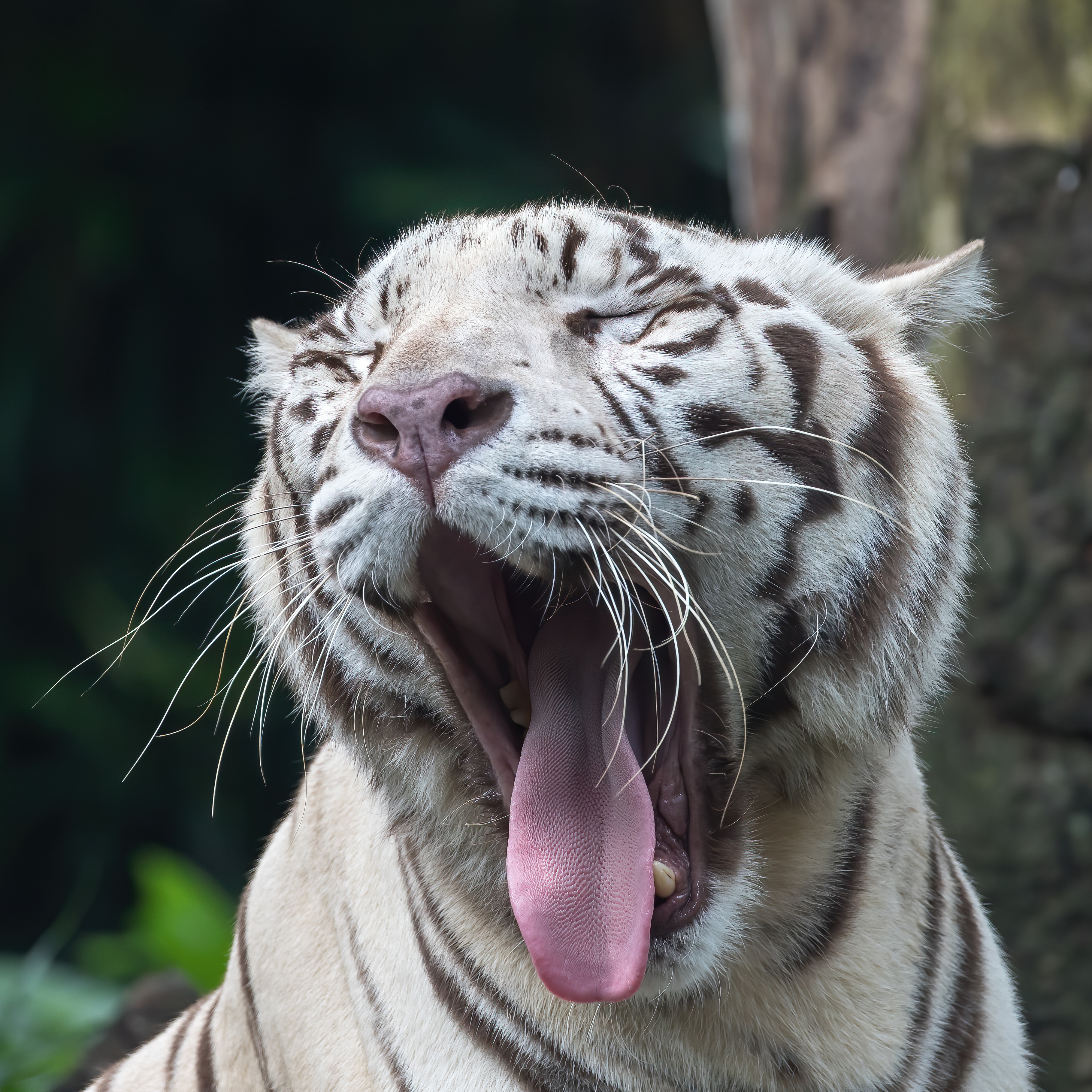
ببر سفید در حال خمیازه

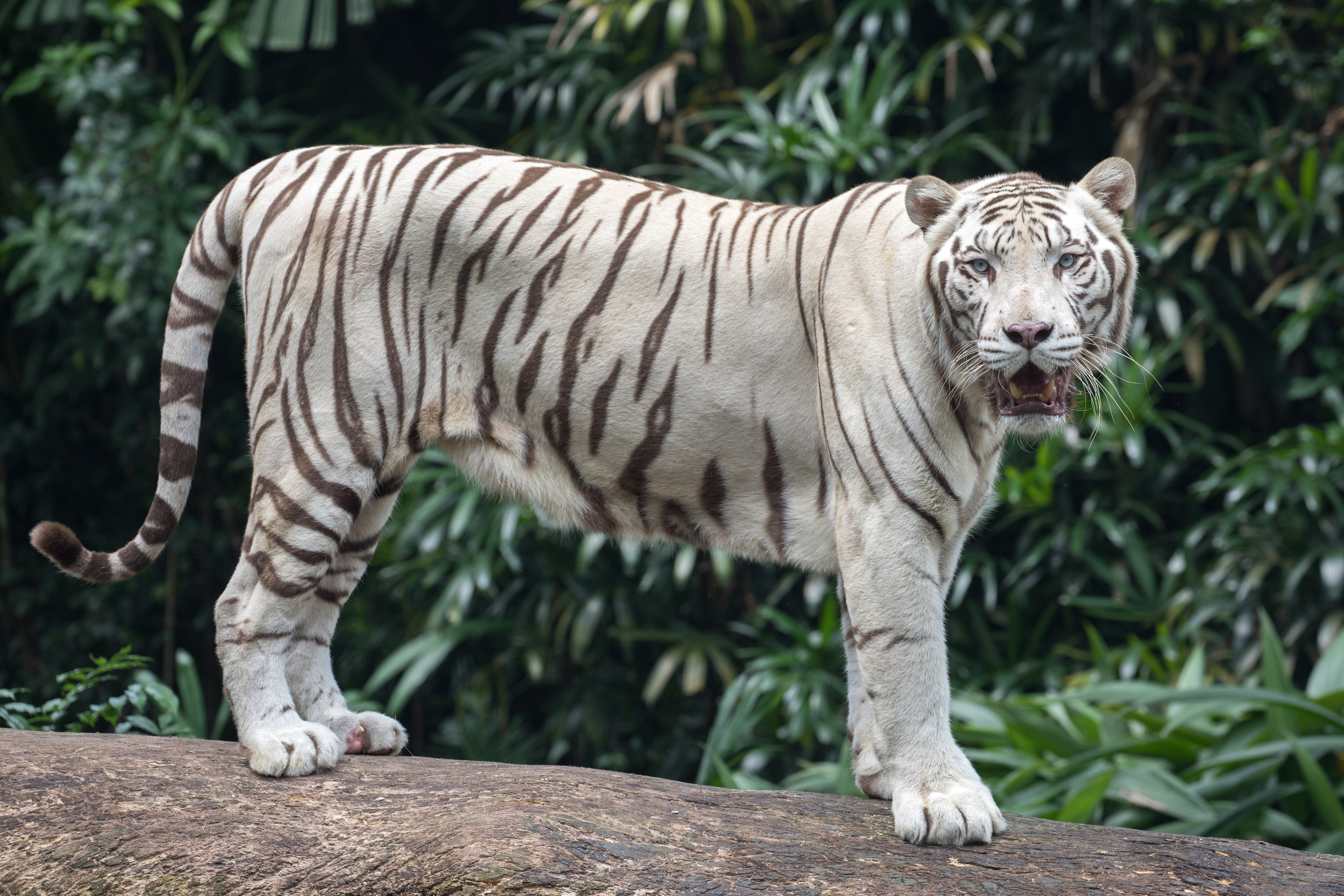
نگاره‌ای از یک ببر سفید در باغ‌وحش سنگاپور.

ببر سفید گونهٔ جهش‌یافتهٔ مغلوب از ببر بنگال است که گه‌گاه در حیات وحش هند و به‌ویژه اطراف شهر ریوا دیده‌می‌شود. این ببر نوارهای سیاه معمول ببرها را دارد، اما باقی پوشش آن سفید یا تقریباً سفید است و چشمان آبی رنگ دارد.

## زیستگاه

### هند
در بسیاری از باغ‌وحش‌های هند، ببرهای سفید زندگی می‌کنند. در باغ وحش شهر اوریسا ۳۴ ببر سفید زندگی می‌کنند که نخستین آن‌ها در سال ۱۹۸۰ به دنیا آمده است.

### آفریقا
در شهر الجزیره پایتخت کشور الجزایر، ۲ ببر سفید نر و ماده زندگی می‌کنند که در ژوئیه ۲۰۱۴ از گابون خریداری شدند.

### آمریکای جنوبی
در باغ وحشی در ترینیداد و توباگو یک ببر نر و یک ببر ماده زندگی می‌کنند که در ۱۵ ژوئن ۲۰۱۵ ببر ماده ۲ توله به دنیا آورد.

### اروپا
در باغ وحش لیسبون کشور پرتقال یک ببر سفید نر و یک ببر سفید ماده و ۳ تولهٔ آن‌ها که ۲ ماده و یک نر هستند زندگی می‌کنند.
در باغ وحش شهر گیور مجارستان، ۲ ببر سفید زندگی می‌کنند.
در باغ وحش شهر کلایپدا لیتوانی ۸ ببر سفید زندگی می‌کنند.